# Визирев мост
Визирев мост (серб. Везиров мост, сербохорв. Vezirov most) — мост, построенный в XVI веке Мехмедом-пашой Соколовичем на реке Морача в городе Подгорица и после разрушенный нацистами во времена Второй мировой войны. В течение нескольких лет являлся единственным мостом Подгорицы.

## История

### Строительство моста
Согласно легенде в XVI веке, на деньги которые Мехмед-паша Соколович заработал с продажи добычи на рынке Подгорицы, поручил построить мост, первоначально выбрав место, где будет построен мост, между холмом Горица и посёлком Момишичи. После этого Мехмед-паша Соколович объявил, что мост будет называться Визирским. После того, как он приказал жителям Подгорицы выполнять все пожелания строителей, каждый год он отправлял гонца в Подгорицу, для проверки готовности моста. Но каждый раз строитель бесследно исчезал. Вскоре через 7 лет нашёлся строитель готовый построить мост, а также уверивший Мехмеда-пашу Соколовича в том, что мост прослужит несколько столетий. После того как мост был построен, османы построили на нём две башни с большими железными воротами.

### Первый подрыв моста (1876)
В 1876 году мост был снесён прусским капитаном Хатором. Так как Хатору очень сильно понравился мост, перед сносом он нарисовал его. Мост был реконструирован в 1879 году после освобождения Подгорицы. Несмотря на то, что строители хотели сохранить его первозданный вид, он был построен с множеством изменений. Во времена Первой мировой войны во время отхода из Подгорицы австрийцы пытались взорвать мост, но у них ничего не получилось.

### Второй подрыв моста (1944)
В 1944 году во время Второй мировой войны вермахт вёл ожесточённые бои за Визирев мост и гимназию. Уже к вечеру, когда нацисты поняли, что им придётся отступить, они в последний момент смогли взорвать Визирев мост. Таким образом, все попытки спасти Визирев мост оказались напрасными. После освобождения Подгорицы мост решили не восстанавливать, а построить на его месте мост имени Вака Дуровича, в честь национального героя Югославии.